# قنفذ بن عمير
قنفذ بْن عُمَيْر بْن جدعان التيمي هو صحابي ولّاه عمر بن الخطاب على مكة في أول ولايته بعد محرز بن حارثة، ثم عزله وولى نافع بن عبد الحارث، ولم تذكر الأخبار مدة ولايته.

## سيرته
هو قنفذ بْن عمير بْن جدعان التيمي لَهُ صحبة، ولاه عُمَر مكَّة ثُمَّ عزله، واستعمل نافع بْن عَبْد الحارث. وروى عدة أحاديث، عن سعيد بن أبي هند، عَنْ قنفذ التيمي، قَالَ: سَمِعْتُ رَسُول اللَّه ﷺ يَقُولُ: «بين قبري ومنبري روضة من رياض الجنة».